# 苏苏曼

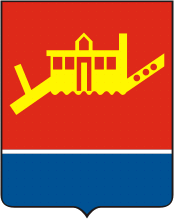
苏苏曼市徽

苏苏曼（俄语：Сусума́н）是俄罗斯马加丹州的一个城鎮。位于马加丹西北600公里处。Susumansky区的行政中心。2005年时人口为7,200人；2002年时人口为7,833人；1989年时人口为16,818人。